# Fascismo no Brasil

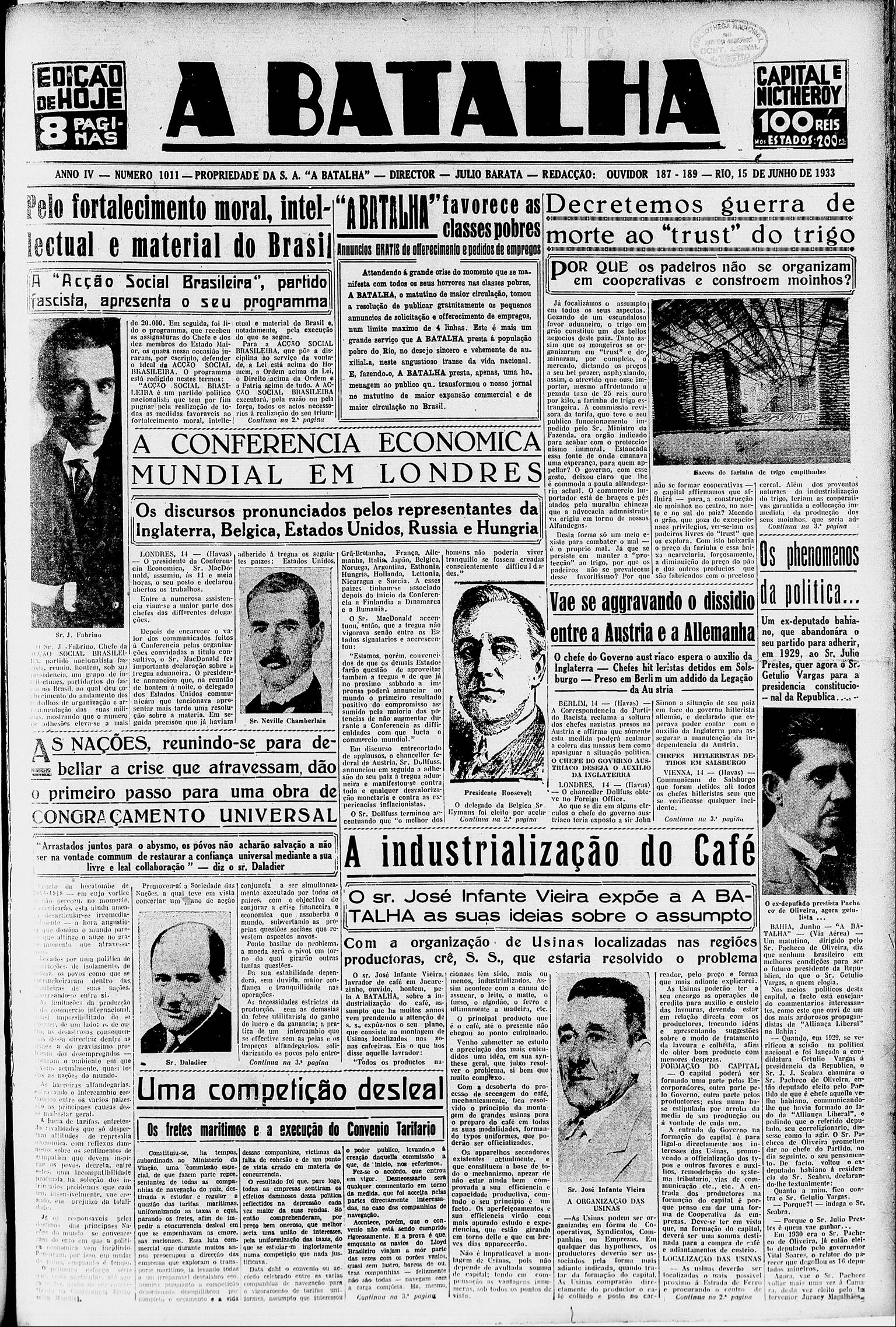
Jornal "A Batalha" falando da criação da ASB

Muitos colocam que a Ação Integralista Brasileira como sendo o expoente do fascismo a nível nacional durante o século XX, mas na verdade Plínio Salgado em seu livro "A Doutrina do Sigma" de 1935, já colocava que o integralismo brasileiro não era uma corrente fascista, mesmo com algumas semelhanças em sua ordem econômica baseada no corporativismo, na verdade o Brasil teve de jure na década de 30 seu próprio partido fascista que seria lembrado como Ação Social Brasileira que foi criada por José Fabrino de Oliveira Baião, primeiro diplomata brasileiro em Israel, vale salientar que o fascismo não era antissemita durante a maior parte de sua existência com o próprio Benito Mussolini sendo favorável a criação de um Estado Judeu.
Tendo isso em mente, a ASB surge do contato do seu criador com as correntes ultranacionalistas da Europa, devido a ida do seu fundador ao Velho Mundo por motivações acadêmicas, ganhando uma estrutura centralista que nasce em primeiro lugar no interior de Minas Gerais e se espalha subsequentemente a outros estados brasileiros como o Rio de Janeiro, onde seria divulgado pela grande mídia carioca em um meio de polarização do debate público.